# Julieta Venegas

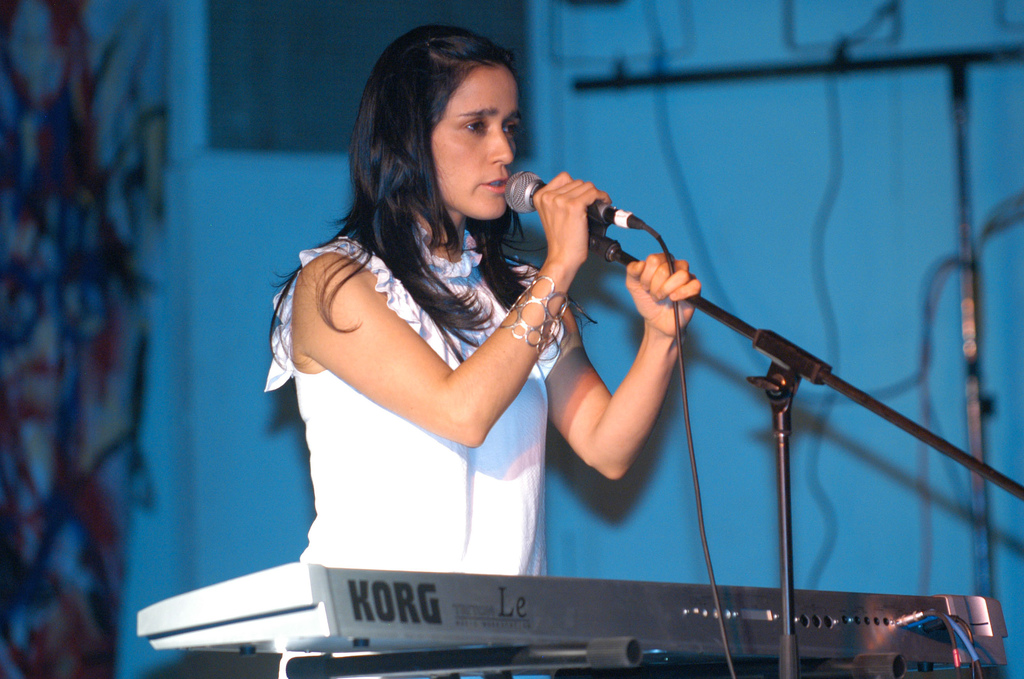
Julieta Venegas bei einem Konzert in Los Angeles (2006)

Julieta Venegas Percevault (* 24. November 1970 in Long Beach, Kalifornien, USA) ist eine mexikanische Singer-Songwriterin.

## Leben
Venegas wuchs in Tijuana, Baja California, auf. Ihre Zwillingsschwester Yvonne ist Fotografin. Venegas begann sich bereits mit acht Jahren für Musik zu interessieren und war Mitglied verschiedener Bands, unter anderem Tijuana No!, bevor sie eine Solokarriere startete. Neben Gesang, Komposition und Texten ihrer eigenen Lieder spielt sie einige Instrumente, u. a. akustische Gitarre, Akkordeon und Keyboard. 2004 gewann sie den Latin Grammy für das Best Vocal Rock Album Sí.

## Diskografie

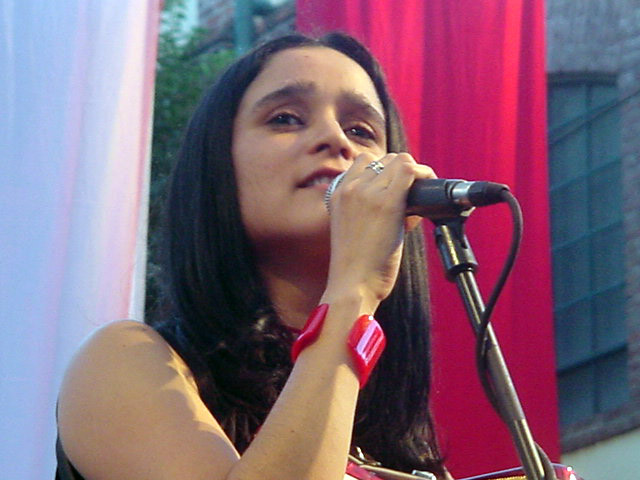
Julieta Venegas im Jahre 2000.

### Alben
| Jahr | Titel              | Höchstplatzierung, Gesamtwochen, AuszeichnungChartplatzierungen (Jahr, Titel, Platzierungen, Wochen, Auszeichnungen, Anmerkungen) | Höchstplatzierung, Gesamtwochen, AuszeichnungChartplatzierungen (Jahr, Titel, Platzierungen, Wochen, Auszeichnungen, Anmerkungen) | Höchstplatzierung, Gesamtwochen, AuszeichnungChartplatzierungen (Jahr, Titel, Platzierungen, Wochen, Auszeichnungen, Anmerkungen) | Höchstplatzierung, Gesamtwochen, AuszeichnungChartplatzierungen (Jahr, Titel, Platzierungen, Wochen, Auszeichnungen, Anmerkungen) | Höchstplatzierung, Gesamtwochen, AuszeichnungChartplatzierungen (Jahr, Titel, Platzierungen, Wochen, Auszeichnungen, Anmerkungen) | Anmerkungen                                         |
| Jahr | Titel              | MX | CH | US | Latin | ES | Anmerkungen                                         |
| ---- | ------------------ | --- | --- | --- | --- | --- | --------------------------------------------------- |
| 1997 | Aquí               | — | — | — | — | — | Erstveröffentlichung: 24. März 1997                 |
| 2000 | Bueninvento        | — | — | — | — | — | Erstveröffentlichung: 21. August 2000               |
| 2003 | Sí                 | MX— ×5FünffachgoldMX | — | — | Latin23 ×2Doppelplatin · (55 Wo.)Latin                                                                                            | ES96 (3 Wo.)ES | Erstveröffentlichung: 2. Mai 2003                   |
| 2006 | Limón y sal        | MX1 Platin · (58 Wo.)MX | CH9 Gold · (31 Wo.)CH | US177 (1 Wo.)US | Latin8 Platin · (51 Wo.)Latin | ES4 Platin · (74 Wo.)ES | Erstveröffentlichung: 30. Mai 2006                  |
| 2007 | Realmente lo mejor | — | — | — | Latin36 (6 Wo.)Latin | ES80 (4 Wo.)ES | Erstveröffentlichung: 18. Dezember 2007 Kompilation |
| 2008 | MTV Unplugged      | MX1 Diamant + Platin · (40 Wo.)MX                                                                                                 | CH39 (5 Wo.)CH | US169 (1 Wo.)US | Latin9 (36 Wo.)Latin | ES18 (15 Wo.)ES | Erstveröffentlichung: 13. Juni 2008 Livealbum       |
| 2010 | Otra cosa          | MX12 Gold · (15 Wo.)MX | CH19 (5 Wo.)CH | — | Latin5 (11 Wo.)Latin | ES19 (9 Wo.)ES | Erstveröffentlichung: 2010                          |
| 2013 | Los Momentos       | MX22 (4 Wo.)MX | — | — | Latin12 (2 Wo.)Latin | ES35 (3 Wo.)ES | Erstveröffentlichung: 19. März 2013                 |
| 2015 | Algo sucede        | — | — | — | Latin5 (4 Wo.)Latin | ES29 (5 Wo.)ES | Erstveröffentlichung: 19. März 2013                 |

grau schraffiert: keine Chartdaten aus diesem Jahr verfügbar

### Singles
| Jahr | Titel Album                             | Höchstplatzierung, Gesamtwochen, AuszeichnungChartplatzierungen (Jahr, Titel, Album, Platzierungen, Wochen, Auszeichnungen, Anmerkungen) | Höchstplatzierung, Gesamtwochen, AuszeichnungChartplatzierungen (Jahr, Titel, Album, Platzierungen, Wochen, Auszeichnungen, Anmerkungen) | Höchstplatzierung, Gesamtwochen, AuszeichnungChartplatzierungen (Jahr, Titel, Album, Platzierungen, Wochen, Auszeichnungen, Anmerkungen) | Höchstplatzierung, Gesamtwochen, AuszeichnungChartplatzierungen (Jahr, Titel, Album, Platzierungen, Wochen, Auszeichnungen, Anmerkungen) | Höchstplatzierung, Gesamtwochen, AuszeichnungChartplatzierungen (Jahr, Titel, Album, Platzierungen, Wochen, Auszeichnungen, Anmerkungen) | Anmerkungen                                                                   |
| Jahr | Titel Album                             | MX | CH | US | Latin | ES | Anmerkungen                                                                   |
| ---- | --------------------------------------- | --- | --- | --- | --- | --- | ----------------------------------------------------------------------------- |
| 2003 | Andar conmigo Sí                        | — | — | — | Latin33 (26 Wo.)Latin | ES— GoldES |                                                                               |
| 2004 | Lento Sí                                | — | — | — | Latin31 (18 Wo.)Latin | — |                                                                               |
| 2004 | Algo está cambiando Sí                  | — | — | — | Latin4 (21 Wo.)Latin | — |                                                                               |
| 2005 | Nada Fue Un Error Coti                  | — | — | — | Latin40 (7 Wo.)Latin | ES— ×3DreifachplatinES | mit Coti und Paulina Rubio                                                    |
| 2006 | Eres para mí Limón y sal                | MX— GoldMX | — | — | Latin5 (20 Wo.)Latin | — | feat. Anita Tijoux                                                            |
| 2007 | Me voy Limón y sal                      | MX— GoldMX | CH12 (28 Wo.)CH | — | Latin9 (15 Wo.)Latin | ES— PlatinES |                                                                               |
| 2008 | El presente MTV Unplugged               | — | — | — | Latin11 (16 Wo.)Latin | — |                                                                               |
| 2010 | Bien o mal Otra cosa                    | — | — | — | Latin21 (14 Wo.)Latin | ES45 (1 Wo.)ES |                                                                               |
| 2019 | Acariname De Buenos Aires para el mundo | MX— ×3DreifachgoldMX | — | — | Latin29 (15 Wo.)Latin | — | Erstveröffentlichung: 18. Oktober 2019 mit Los Ángeles Azules & Juan Ingaramo |
| 2021 | Lo siento BB:/ Data                     | — | CH74 (1 Wo.)CH | US51 (4 Wo.)US | Latin2 ×3Dreifachdiamant + Platin · (26 Wo.)Latin                                                                                        | ES5 ×2Doppelplatin · (24 Wo.)ES | Erstveröffentlichung: 5. Oktober 2021 mit Bad Bunny & Tainy                   |

grau schraffiert: keine Chartdaten aus diesem Jahr verfügbar
Weitere Singles
- 1997: De mis pasos
- 1997: Cómo sé
- 2000: Sería feliz
- 2000: Hoy no quiero
- 2004: Algo está cambiando
- 2005: Oleada
- 2006: Limón y sal (ES: Platin)
- 2007: Primer día (feat. Dante Spinetta)
- 2008: Algún día (feat. Gustavo Santaolalla)
- 2010: Despedida
- 2012: Tuve para Dar
- 2013: Te Vi (MX: Gold)

### Gastbeiträge
| Jahr | Titel Album       | Höchstplatzierung, Gesamtwochen, AuszeichnungChartplatzierungen (Jahr, Titel, Album, Platzierungen, Wochen, Auszeichnungen, Anmerkungen) | Höchstplatzierung, Gesamtwochen, AuszeichnungChartplatzierungen (Jahr, Titel, Album, Platzierungen, Wochen, Auszeichnungen, Anmerkungen) | Höchstplatzierung, Gesamtwochen, AuszeichnungChartplatzierungen (Jahr, Titel, Album, Platzierungen, Wochen, Auszeichnungen, Anmerkungen) | Höchstplatzierung, Gesamtwochen, AuszeichnungChartplatzierungen (Jahr, Titel, Album, Platzierungen, Wochen, Auszeichnungen, Anmerkungen) | Höchstplatzierung, Gesamtwochen, AuszeichnungChartplatzierungen (Jahr, Titel, Album, Platzierungen, Wochen, Auszeichnungen, Anmerkungen) | Anmerkungen                       |
| Jahr | Titel Album       | MX | CH | US | Latin | ES | Anmerkungen                       |
| ---- | ----------------- | --- | --- | --- | --- | --- | --------------------------------- |
| 2007 | Morena Mia Papito | — | — | — | Latin48 (1 Wo.)Latin | ES— GoldES | Miguel Bosé feat. Julieta Venegas |

grau schraffiert: keine Chartdaten aus diesem Jahr verfügbar

### Beiträge für Soundtracks
- Demasiado Amor: Acaríciame (Versión Mastretta) and Acaríciame (Versión Joan Valent)
- En el País de No Pasa Nada: Ay, Mala Leche and Lo Que Pedí
- Todo el Poder: Liquits (featuring Julieta Venegas) Chikero Bombay
- Asesino en Serio: Julieta Venegas & Pau Donés El Listón de tu Pelo
- Subterra: Julieta Venegas & Anita Tijoux Lo Que Tú Me Das
- Maria Full of Grace: Lo Que Venga Después
- Amores Perros: Amores Perros (Me Van A Matar)
- Perfume de Violetas: Sr. González (featuring Julieta Venegas) La Espera
- El Sueño del Caimán: Mastretta (featuring Julieta Venegas) El Sueño del Caimán